# 2011년 런던 영화 비평가 협회상
제32회 런던 영화 비평가 협회상은 2012년 1월 19일에 열린 시상식이다.

## 수상 및 후보

### 작품상
- 아티스트
- 드라이브
- 씨민과 나데르의 별거
- 팅커, 테일러, 솔저, 스파이
- 트리 오브 라이프

### 외국어영화상
- 씨민과 나데르의 별거
- 리스본의 미스터리
- 시
- 네 번
- 내가 사는 피부

### 다큐멘터리 작품상
- 세나: F1의 신화
- 잊혀진 꿈의 동굴
- 드림스 오브 어 라이프
- 피나
- 프로젝트 님

### 감독상
- 아티스트 - 미셀 하자나비시우스 수상
- 씨민과 나데르의 별거 - 아쉬가르 파라디
- 트리 오브 라이프 - 테렌스 맬릭
- 어바웃 케빈 - 린 램지
- 드라이브 - 니콜라스 윈딩 레픈

### 작가상
- 씨민과 나데르의 별거 - 아쉬가르 파라디 수상
- 아티스트 - 미셀 하자나비시우스
- 마가렛 - 케네스 로너건
- 더 가드 - 존 마이클 맥도나프
- 디센던트 - 알렉산더 페인 외 2명

### 여우주연상
- 마가렛 - 안나 파킨 수상
- 철의 여인 - 메릴 스트립 수상
- 멜랑콜리아 - 커스틴 던스트
- 어바웃 케빈 - 틸다 스윈튼
- 마이 위크 위드 마릴린 - 미셸 윌리엄스

### 남우주연상
- 아티스트 - 장 뒤자르댕 수상
- 디센던트 - 조지 클루니
- 셰임 - 마이클 패스벤더
- 드라이브 - 라이언 고슬링
- 팅커, 테일러, 솔저, 스파이 - 게리 올드만

### 여우조연상
- 씨민과 나데르의 별거 - 사레 바얏 수상
- 헬프 - 제시카 차스테인
- 애니멀 킹덤 - 재키 위버
- 코리올라누스 - 바네사 레드그레이브
- 헬프 - 옥타비아 스펜서

### 남우조연상
- 마이 위크 위드 마릴린 - 케네스 브래너 수상
- 더 딥 블루 씨 - 사이몬 러셀 빌
- 드라이브 - 앨버트 브룩스
- 비기너스 - 크리스토퍼 플러머
- 킬 리스트 - 마이클 스마일리

### 영국작품상
- 어바웃 케빈
- 더 가드
- 킬 리스트
- 셰임
- 팅커, 테일러, 솔저, 스파이

### 영국여우주연상
- 철의 여인 - 올리비아 콜맨 수상
- 드라이브 - 캐리 멀리건
- 위대한 비밀 - 바네사 레드그레이브
- 어바웃 케빈 - 틸다 스윈튼
- 더 딥 블루 씨 - 레이첼 와이즈

### 영국남우주연상
- 댄저러스 메소드 - 마이클 패스벤더 수상
- 주말 - 톰 컬렌
- 더 가드 - 브렌단 글리슨
- 티라노소어 - 피터 뮬란
- 팅커, 테일러, 솔저, 스파이 - 게리 올드만

### 영국필름메이커상
- 주말 - 앤드류 헤이 수상
- 섭머린 - 리처드 아요데
- 티라노소어 - 패디 콘시딘
- 어택 더 블록 - 조 코니쉬
- 더 가드 - 존 마이클 맥도나프

### 영국기술공헌상
- 팅커, 테일러, 솔저, 스파이 - 마리아 듀코빅 수상
- 멜랑콜리아 - 마누엘 알베르토 클라로
- 어바웃 케빈 - 폴 데이비스
- 휴고 - 단테 페레티
- 내가 사는 피부 - 알베르토 이글레시아스
- 세나: F1의 신화 - 그레거스 샐 외 1명
- 혹성탈출: 진화의 시작 - 조 레터리
- 드라이브 - 클리프 마르티네즈
- 휴고 - 로버트 리처드슨
- 폭풍의 언덕 - 로비 라이언

### 영국신인상
- 섭머린 - 크레이그 로버츠 수상
- 어택 더 블록 - 존 보예가
- 워 호스 - 제레미 어바인
- 섭머린 - 야스민 페이지
- 한나 - 시얼샤 로넌

### 딜리스 파웰상
- 니콜라스 로에그 수상